# Rhantus
Rhantus là một chi bọ cánh cứng trong họ Dytiscidae.
Chi này được Dejean miêu tả khoa học năm 1833.

## Các loài
Các loài trong chi này gồm:
- Rhantus advena Sharp, 1882
- Rhantus alluaudi Peschet, 1910
- Rhantus alutaceus Fauvel, 1883
- Rhantus andinus Balke, 1998
- Rhantus anggi Balke, 2001
- Rhantus anisonychus Crotch, 1873
- Rhantus annectens Sharp, 1882
- Rhantus antarcticus (Germain, 1854)
- Rhantus atricolor (Aubé, 1838)
- Rhantus bacchusi Balke, 2001
- Rhantus binotatus (Harris, 1828)
- Rhantus bistriatus (Bergsträsser, 1778)
- Rhantus blancasi Guignot, 1955
- Rhantus bohlei Balke, Roughley, Sondermann & Spangler, 2002
- Rhantus bouvieri Régimbart, 1900
- Rhantus bula Balke, Wewalka, Alarie & Ribera, 2007
- Rhantus calidus (Fabricius, 1792)
- Rhantus calileguai Trémouilles, 1984
- Rhantus capensis (Aubé, 1838)
- Rhantus cheesmanae Balke, 1993
- Rhantus cicurius (Fabricius, 1787)
- Rhantus colymbitoides Gschwendtner, 1932
- Rhantus concolorans (Wallengren, 1881)
- Rhantus consimilis Motschulsky, 1859
- Rhantus consputus (Sturm, 1834)
- Rhantus crypticus Balke, 1992
- Rhantus dani Balke, 2001
- Rhantus debilis Sharp, 1882
- Rhantus discicollis (Aubé, 1838)
- Rhantus duponti (Aubé, 1838)
- Rhantus ekari Balke & Hendrich, 1992
- Rhantus elegans C.O.Waterhouse, 1895
- Rhantus englundi Balke & Ramsdale, 2006
- Rhantus erraticus Sharp, 1884
- Rhantus exsoletus (Forster, 1771)
- Rhantus fennicus Huldén, 1982
- Rhantus formosanus Kamiya, 1938
- Rhantus franzi Balke, 1998
- Rhantus friedrichi Falkenström, 1936
- Rhantus frontalis (Marsham, 1802)
- Rhantus galapagoensis Balke & Peck, 1993
- Rhantus gogonensis Wewalka, 1975
- Rhantus grapii (Gyllenhal, 1808)
- Rhantus guadalcanalensis Balke, 1998
- Rhantus gutticollis (Say, 1830)
- Rhantus hiekei Balke, 1993
- Rhantus hispanicus Sharp, 1882
- Rhantus includens (Walker, 1871)
- Rhantus incognitus Scholz, 1927
- Rhantus interclusus (Walker, 1858)
- Rhantus intermedius Balke, 1993
- Rhantus kakapupu Balke, 2001
- Rhantus kini Balke, Wewalka, Alarie & Ribera, 2007
- Rhantus latitans Sharp, 1882
- Rhantus latus (Fairmaire, 1869)
- Rhantus leuser Balke, 1998
- Rhantus limbatus (Aubé, 1838)
- Rhantus liopteroides Zimmermann, 1927
- Rhantus longulus Régimbart, 1895
- Rhantus monteithi Balke, Wewalka, Alarie & Ribera, 2007
- Rhantus notaticollis (Aubé, 1837)
- Rhantus novaecaledoniae J.Balfour-Browne, 1944
- Rhantus obscuricollis (Aubé, 1838)
- Rhantus oceanicus Balke, 1993
- Rhantus orbignyi Balke, 1992
- Rhantus ovalis Gschwendtner, 1936
- Rhantus pacificus (Boisduval, 1835)
- Rhantus papuanus J.Balfour-Browne, 1939
- Rhantus pederzanii Toledo & Mazzoldi, 1996
- Rhantus peruvianus Guignot, 1955
- Rhantus phocaenarum Guignot, 1957
- Rhantus plantaris Sharp, 1882
- Rhantus poellerbauerae Balke, Wewalka, Alarie & Ribera, 2007
- Rhantus praesuturellus Lomnicki, 1894
- Rhantus pseudopacificus Balke, 1993
- Rhantus riedeli Balke, 2001
- Rhantus rohani Peschet, 1924
- Rhantus rufus Zimmermann, 1922
- Rhantus rugulosus Régimbart, 1899
- Rhantus schauinslandi Ordish, 1989
- Rhantus schereri Balke, 1990
- Rhantus sericans Sharp, 1882
- Rhantus sexualis Zimmermann, 1919
- Rhantus signatus (Fabricius, 1775)
- Rhantus sikkimensis Régimbart, 1899
- Rhantus simulans Régimbart, 1908
- Rhantus sinuatus (LeConte, 1862)
- Rhantus socialis (C.O.Waterhouse, 1876)
- Rhantus souzannae Balke, 1990
- Rhantus stenonychus Régimbart, 1895
- Rhantus supranubicus Balke, 2001
- Rhantus suturalis (W.S.Macleay, 1825)
- Rhantus suturellus (Harris, 1828)
- Rhantus taprobanicus Sharp, 1890
- Rhantus thibetanus Régimbart, 1899
- Rhantus tigris Balke, 1995
- Rhantus validus Sharp, 1882
- Rhantus vermiculatus Motschulsky, 1860
- Rhantus vicinus (Aubé, 1838)
- Rhantus vinsoni Balke, 1992
- Rhantus vitiensis J.Balfour-Browne, 1944
- Rhantus wallisi Hatch, 1953
- Rhantus wittei Gschwendtner, 1938
- Rhantus yessoensis Sharp, 1891